# Tapo (Tapo Tas)
Tapo ist ein osttimoresischer Ort im Suco Tapo (Verwaltungsamt Bobonaro, Gemeinde Bobonaro). Er liegt im Westen der Aldeia Tapo Tas, auf einer Meereshöhe von 1236 m, einem Gebirgszug vorgelagert. Durch das Dorf Tapo führt die Überlandstraße, die den Ort Lolotoe mit dem Norden Osttimors verbindet. Südlich liegt der Ort Oe-po. Im Norden geht Tapo unmerklich in das Dorf Mologuen über, das zum Suco Oeleo gehört.
In Tapo befinden sich eine Grundschule, eine Kapelle und ein Friedhof.